# Listă de fotografi - W
|  | Listă de fotografi - W \| Liste alfabetice de fotografi A - Ă - Â - B - C - D - E - F - G - H - I - Î - J - K - L - M - N - O - P - Q - R - S - Ș - T - Ț - U - V - W - X - Y - Z - |

## Fotografi - W
| - Walker, Bob - Wall, Jeff - Wallace, Ian - Warhol, Andy - Watkins, Carleton - Weber, Bruce - Weegee - Wegman, William | - Wessel, Henry Jr. - Weston, Brett - Weston, Cole - Weston, Edward - White, Minor - Widener, Jeff - Wilke, Hannah - Williams, Christopher | - Williamson, Michael - Wilson, George Washington - Winogrand, Garry - Winters, Addy - Witkin, Joel-Peter - Wolfe, Art - Woodbury, Walter B. - Woodman, Francesca |